# Ouratea patelliformis
Ouratea patelliformis là một loài thực vật thuộc họ Ochnaceae. Đây là loài đặc hữu của Panama.